# Jacquardbreiwerk

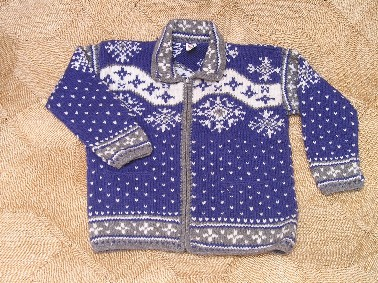
Noorse jacquardbreiwerk in drie kleuren, met de karakteristieke stippen van de Lusekofte.

Jacquardbreiwerk is een vorm van breien (textiel) met verschillende kleuren, waarbij zich aan de achterzijde van het breiwerk lange draden bevinden. De techniek wordt ook wel inbreien genoemd. Jacquardbreien is genoemd naar Joseph-Marie Jacquard, die een weefgetouw uitvond waarmee automatisch patronen konden worden ingeweven.
Voor het breien in verschillende kleuren wordt vooral de tricotsteek gebruikt, zodat het kleurige patroon duidelijk zichtbaar wordt en niet verstoord wordt door het reliëf waar andere steekvormen mee gepaard gaan.

## Varianten
Dit type breiwerk wordt traditioneel gebruikt in de IJslandse Lopapeysa-truien, evenals in Noorse Lusekofte truien. De Lusekofte (luizenvest) is genoemd naar de oorspronkelijk zwarte stippen, die zouden doen denken aan luizen. Een ander Noors patroon is Selburose, dat de achtpuntige ster uit het wapen van de plaats Selbu gebruikt.
De term Fair Isle wordt gebruikt voor dezelfde techniek met ten minste drie kleuren, waarbij echter per naald maximaal twee kleuren gebruikt worden. In de Fair Isle techniek, afkomstig van het Britse eiland Fair Isle, worden truien traditioneel zonder naden rondgebreid, en worden de mouwen vanaf de schouders naar beneden gebreid.

## Werkwijze

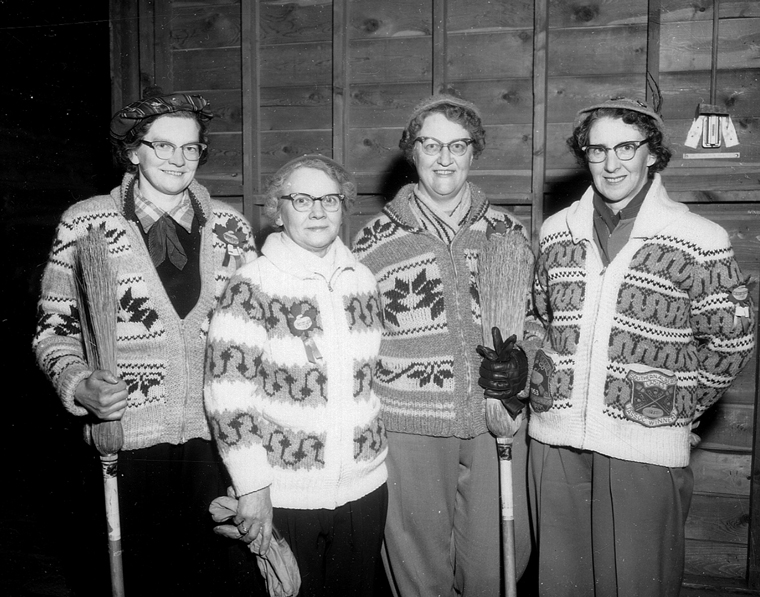
Het vrouwenteam curling in 1955 met vesten gebreid met Jacquard patronen

Het breien van Jacquard gebeurt met behulp van een telpatroon. Ter vermijding van strak trekken van het breiwerk, worden er meestal niet meer dan 4 steken van een kleur achter elkaar gebreid. Tijdens het breien worden minstens twee kleuren gebruikt, die op aparte bollen zijn opgewonden. Er wordt dus ten minste met twee draden gebreid.
Bij een wisseling van kleur volgens het telpatroon wordt de gebruikte draad losgelaten en breit men door met een andere draad. Er moet voor gezorgd worden dat de lussen aan de achterkant van het breiwerk terecht komen (dus aan de achterkant als een naald "recht" gebreid wordt, aan de voorzijde als een naald "averecht" gebreid wordt). Aan de achterkant van het werk ontstaan lussen. Sommige breiers maken de lussen kort door bij elke steek de niet gebreide kleur vast te hechten door deze om de breilus te slaan.

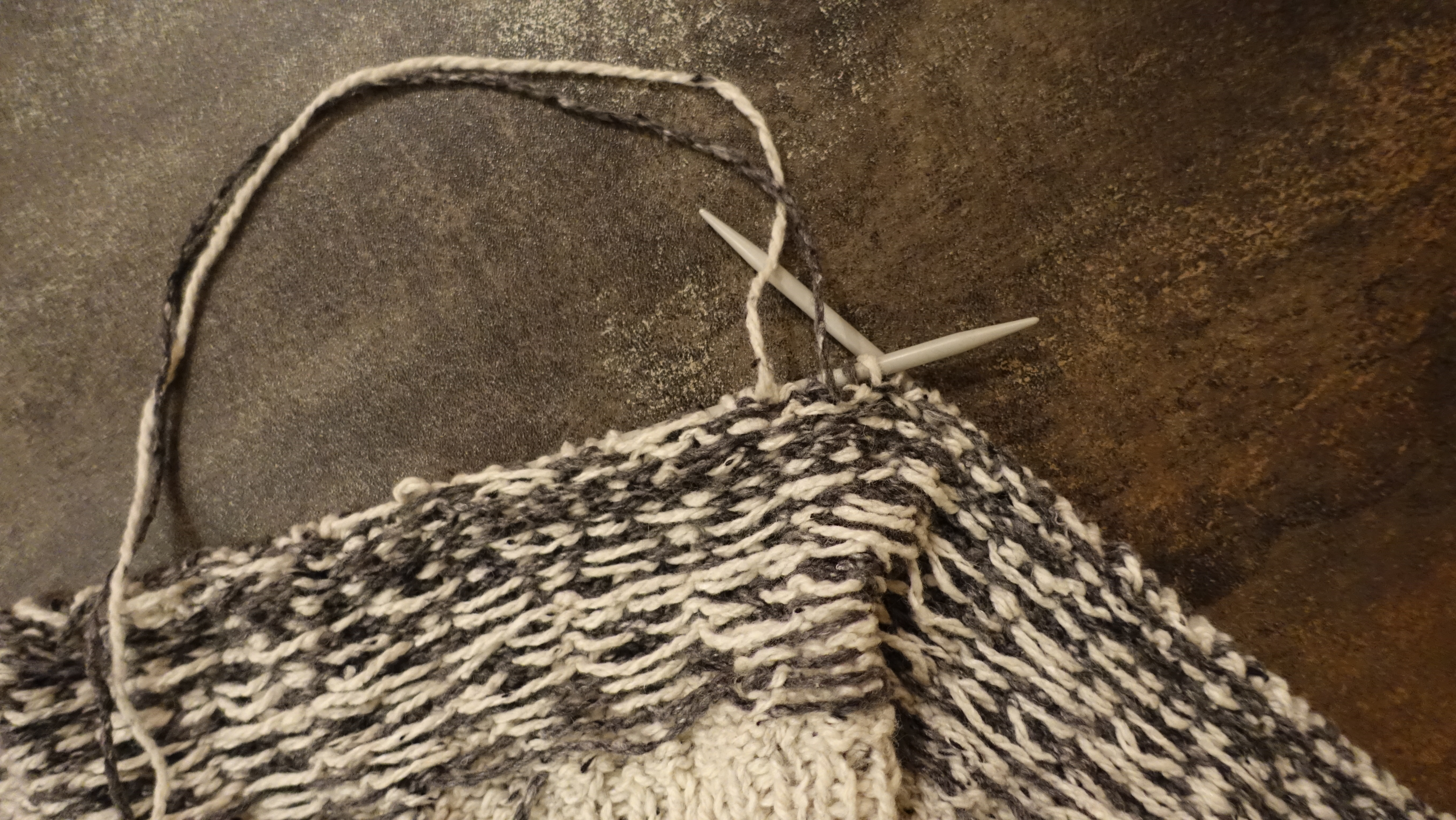
Jacquardbreien, achterzijde van het werk
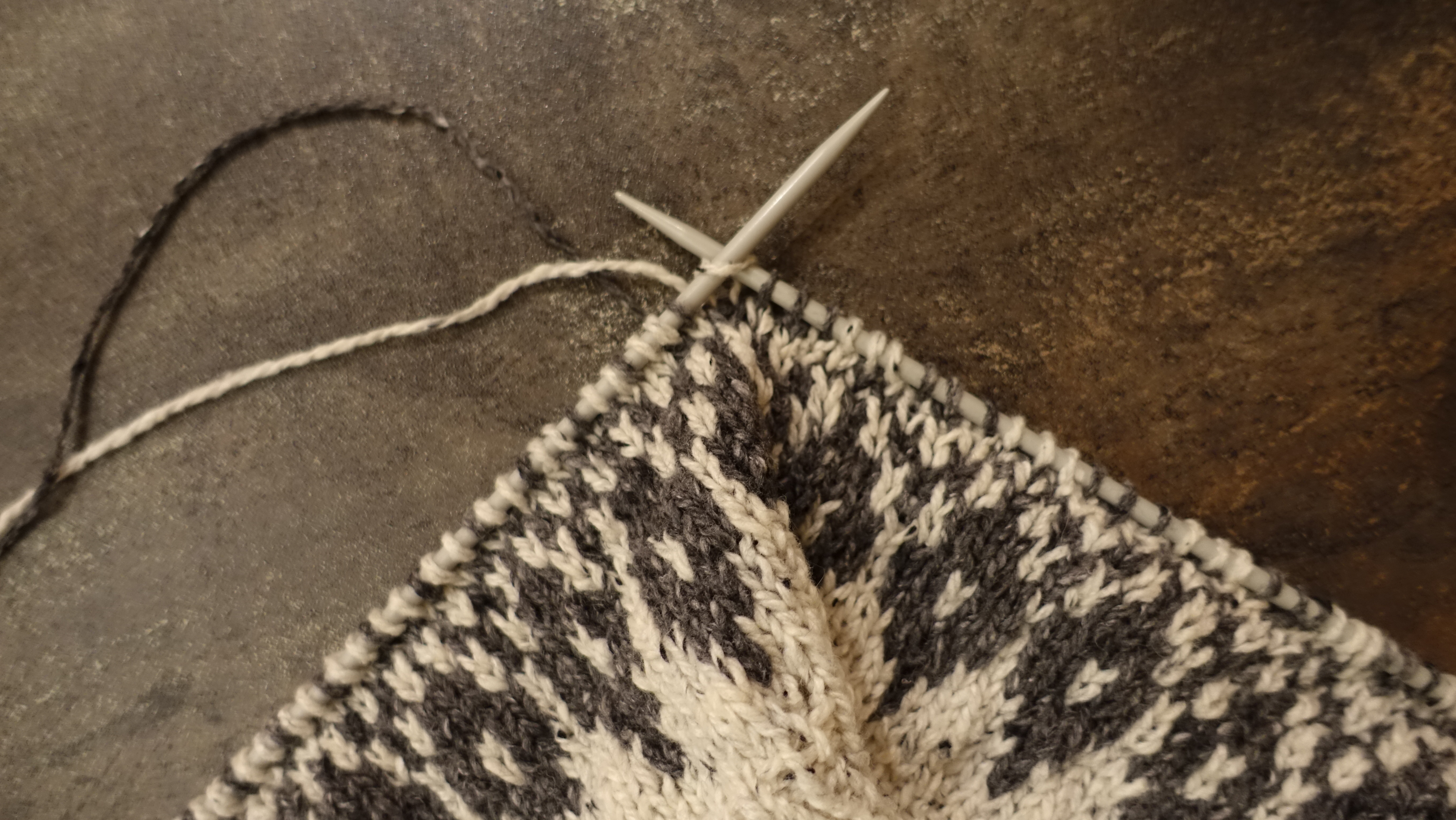
voorzijde
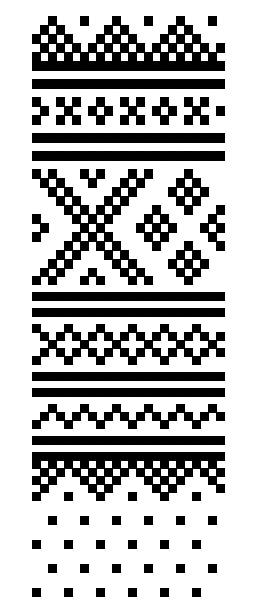
Traditioneel Noors patroon "Setesdal"

## Geschiedenis

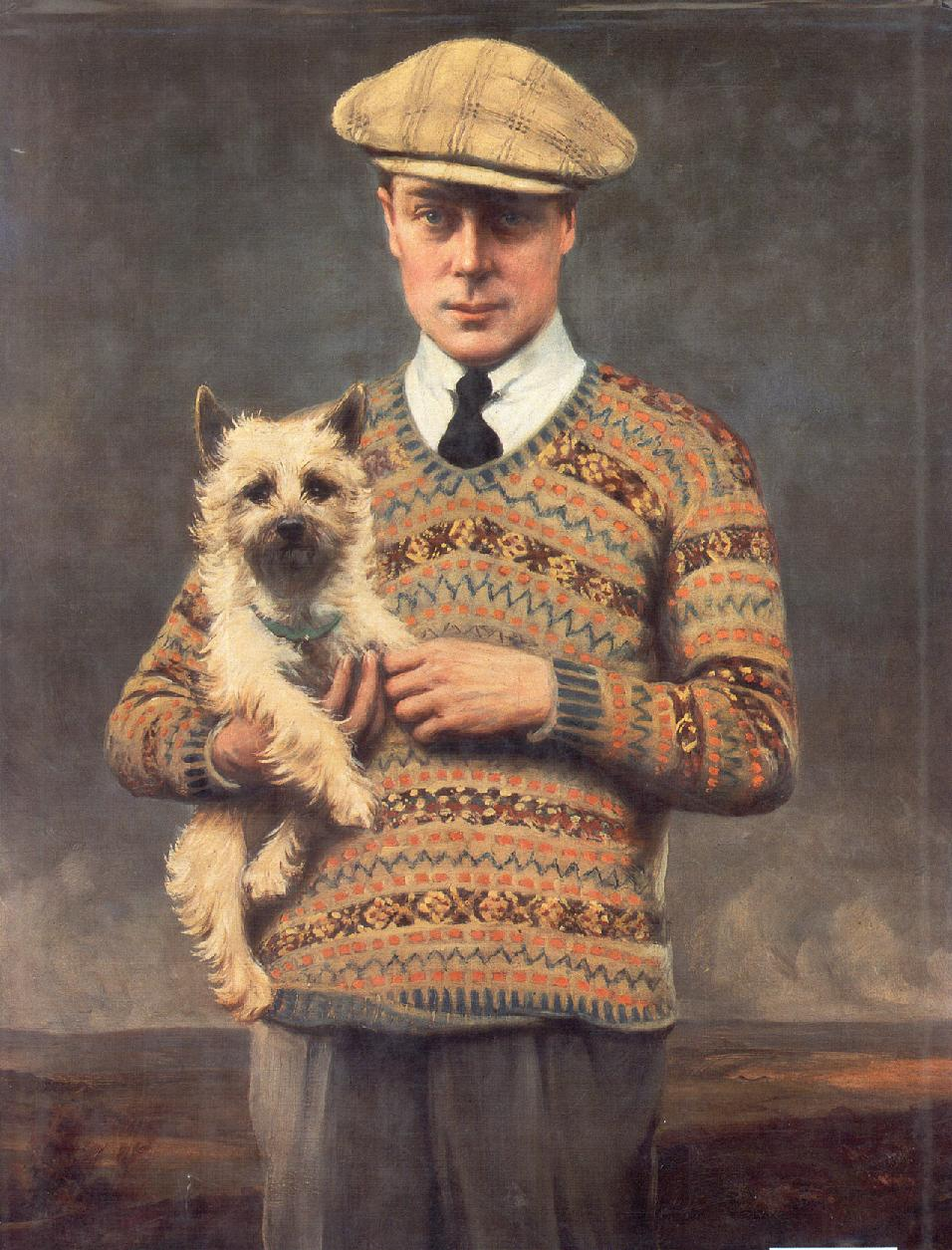
Prince of Wales, de latere Edward VIII in een Fair Isle trui. Schilderij door John St Helier Lander

Tot ca. 1800 wordt in één kleur gebreid. Vanaf 1800 ontstaat in de Baltische staten de mode om breiwerk met meer kleuren te maken. De oudst bekende breiwerken in de Fair Isle techniek zijn van rond 1850.
Het Selburose patroon werd bekend door Marit Guldsetbrua Emstad (geboren in 1841), die in 1857 drie paar wanten breide met het patroon en deze meenam naar de kerk.
De Britse Edward VIII droeg in 1921 een trui in de Fair Isle techniek, toen hij nog Prince van Wales was. Het breiwerk werd daardoor populair in Groot-Brittannië. Er werd veel van dit soort breiwerk handmatig gemaakt op de Shetlands. Ook rond 1920 werd de Noorse Lusekofte populair, toen deze vesten ontdekt werden door toeristen.
Door de introductie van breimachines verdwenen de ingewikkelde breitechnieken met vele kleuren. Tussen 1960 en 1980 verdwijnt het handmatig breien voor de handel.

## Wetenswaardigheden
- Afhankelijk van het modebeeld kan ook de achterzijde van het jacquardwerk aan de buitenkant van het breiwerk getoond worden. Er moet dan wel aandacht besteed worden aan de lengte en de regelmaat van de lussen.[4]
- Met de term Easy Jacquard wordt in 2020 door het merk Katia een breigaren aangeboden met wisselende kleuren. Als daarbij gebreid wordt ontstaat iets wat in de verte op Jacquard kan lijken, er is echter geen regelmatig telpatroon gebruikt.